# ریوزو کیکوشیما

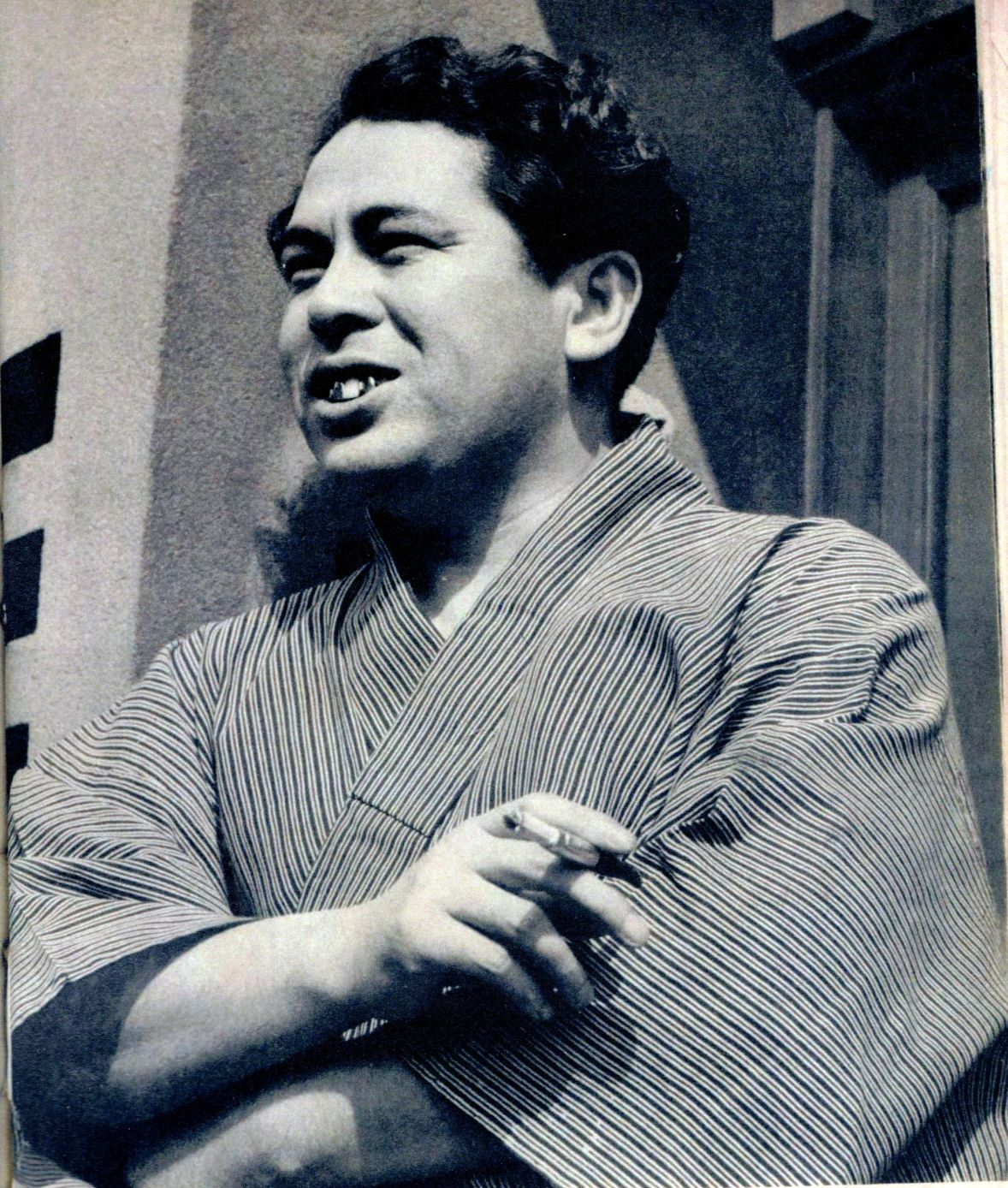
ریوزو کیکوشیما، نویسنده و تهیه‌کننده، ۱۹۵۶

ریوزو کیکوشیما (به ژاپنی: 菊島 隆三 Kikushima Ryūzō) (۱ مارس ۱۹۱۴ – ۱۸ مارس ۱۹۸۹) نویسنده و تهیه‌کننده ژاپنی بود که برای نوشتن فیلم‌نامه در چندین فیلم آکیرا کوروساوا، از جمله سریر خون، دژ پنهان، یوجیمبو و بهشت و دوزخ همکاری داشته‌است.